# Shire (rijeka)
Shire je afrička rijeka koja protječe kroz države Malavi i Mozambik. Ističe iz jezera Malawi (poznato i kao jezero Nyasa, Nyassa ili Niassa), "prolazi" kroz jezero Malobe i utiče u rijeku Zambezi. Dugačka je 402 km. Imenom Gornji Shire nazivamo dio rijeke koji spaja jezera Malawi (Nyasa) i Malobe. 

## Vanjske poveznice
|  | Zajednički poslužitelj ima još gradiva o temi Shire (rijeka) |